# Barbu Paris Mumuleanu
Barbu Paris Mumuleanu (n. 1794, Slatina – d. 21 mai 1836, București) a fost un poet român.

## Biografie
S-a născut la Slatina și a fost fiul unei familii de orășeni. În timpul copilăriei sale, familia s-a mutat la București și aici poetul a devenit logofăt în casa boierului Constantin Filipescu, traducător din Byron. Aici a prins gust de carte și a citit tot ce a apărut: literatură bisericească, poeziile lui Ioan Barac și Vasile Aaron, gramatica lui Ienăchiță Văcărescu, poezia lui Iancu Văcărescu, mitologie, iar mai târziu a cunoscut și Nopțile lui Iung și meditațiile poetice și religioase ale lui Alphonse de Lamartine.
În timpul domniei lui Ioan Caragea și-a însoțit boierul în surgiunul de la Bucov. S-a căsătorit, iar când a murit, a lăsat în urmă o familie tânără și numeroasă.

## Opera
A fost un autodidact, iar în primul său volum Rost de poezii adecă stihuri, apărut la București în 1820, a adunat versuri de natură erotică, compuse în manieră neoanacreontică, promovând o filosofie hedonistă, împrumutată din poezia lui Athanasios Christopoulos, iar sentimentalismul lăutăresc întâlnit în versurile sale sunt în spiritul vremii, asemănător ca stil cu cel al lui Costache Conachi și a poeților Văcărești. Poeziile sale erotice sunt monotone, lipsindu-le nota de senzualitate grațioasă caracteristică poeziei erotice a lui Christopoulos, deși unele versuri sunt traduceri din poezia acestuia.
Ulterior a evoluat spre iluminism, influențat de reprezentanții Școlii ardelene. După modelul lui Teofrast și a lui La Bruyère, a combătut viciile sociale într-o suită de portrete care satirizează pe parveniți, pe lingușitori, zgârciți, înfumurați, flecari, pedanți etc. (Caracteruri, 1825). Postum, în anul 1837, i s-a tipărit de către Ion Heliade-Rădulescu volumul Poezii, de orientare clasică și preromantică. A colaborat la „Curierul românesc”.

### Volume
- Rost de poezii, adecă stihuri (București, 1820)
- Caracteruri (București, 1825)
- Plângerea și tânguirea Valahiei asupra nemulțemirii streinilor ce au derăpănat-o, (Buda, Tipografia Universității, 1825)
- Poezii (București, Tipografia Eliade, 1837, ediție îngrijită de I. Heliade Rădulescu)
- Scrieri, (București, Editura Minerva, 1972, ediție îngrijită și prefațată de Rodica Rotaru)

## In memoriam
Mihai Eminescu i-a atribuit epitetul „glas de durere”, în poezia „Epigonii”.
Istoricul german Hagen Schulze, în lucrarea „Stat și națiune în istoria europeană” apreciază rolul de normator al limbii române pe care Mumuleanu l-a jucat în procesul de cristalizare a națiunii române. În opinia lui Schulze, Mumuleanu a ridicat româna de la stadiul de dialect al țăranilor la rangul de limbă literară, asemănător rolului jucat de Ivar Aasen pentru limba norvegiană, sau Adamantios Korais pentru limba greacă.